# Liste der Biografien/Grou
Liste der Biografien |
Portal Biografien |
Personensuche
# |
A |
B |
C |
D |
E |
F |
G |
H |
I |
J |
K |
L |
M |
N |
O |
P |
Q |
R |
S |
T |
U |
V |
W |
X |
Y |
Z |
?
 
Ga |
Gb |
Gc |
Gd |
Ge |
Gf |
Gh |
Gi |
Gj |
Gk |
Gl |
Gm |
Gn |
Go |
Gp |
Gq |
Gr |
Gs |
Gu |
Gv |
Gw |
Gy |
Gz
 
Gra |
Grb–Grd |
Gre |
Grg |
Gri |
Grj |
Grk |
Grl |
Grm |
Gro |
Grs |
Gru |
Gry |
Grz
 
Groa |
Grob |
Groc |
Grod |
Groe |
Grof |
Grog |
Groh |
Groi |
Groj |
Grok |
Grol |
Grom |
Gron |
Groo |
Grop |
Gros |
Grot |
Grou |
Grov |
Grow |
Groy |
Groz
Die Liste der Biografien führt alle Personen auf, die in der deutschsprachigen Wikipedia einen Artikel haben. Dieses ist eine Teilliste mit 37 Einträgen von Personen, deren Namen mit den Buchstaben „Grou“ beginnt.

## Grou
- Grou, Jean Nicolas (1731–1803), französischer Jesuit, Priester, Mystiker und Theologe

### Groua
- Grouard, Émile (1840–1931), frankokanadischer römisch-katholischer Ordensgeistlicher und Apostolischer Vikar von Grouard
- Grouard, Serge (* 1959), französischer Politiker (LR)

### Grouc
- Grouchy, Emmanuel de (1766–1847), Marschall von FrankreichEmmanuel de Grouchy (1766–1847)

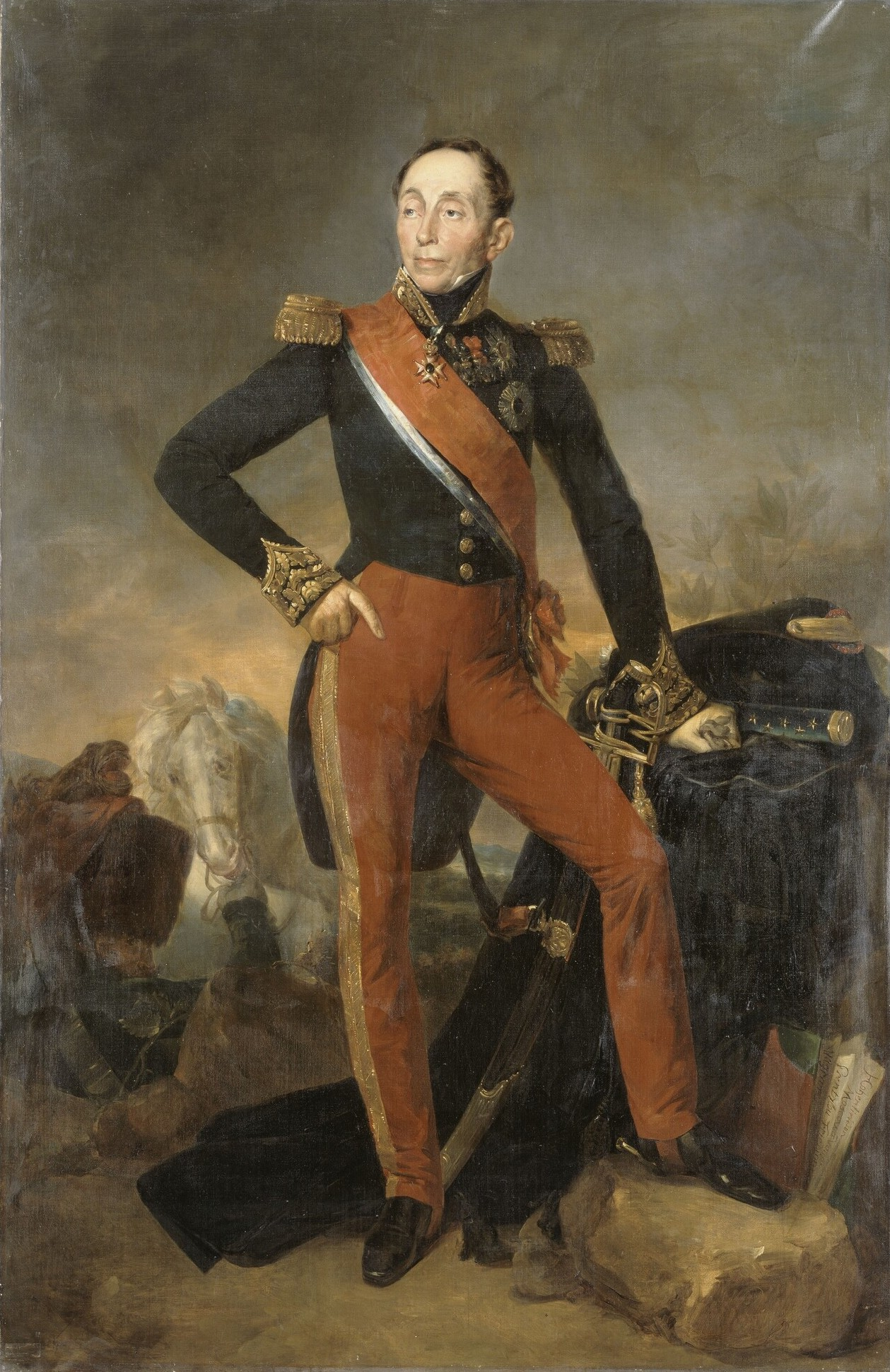
Emmanuel de Grouchy (1766–1847)

- Groucutt, Kelly (1945–2009), englischer Rockmusiker

### Groud
- Groud, G. Gilbert, ivorischer Maler, Grafiker und Illustrator

### Groui
- Grouillard, Olivier (* 1958), französischer Automobilrennfahrer

### Groul
- Groult, André (1884–1966), französischer Kunsthandwerker und Innenarchitekt
- Groult, Benoîte (1920–2016), französische Schriftstellerin und Journalistin
- Groult, Christine (* 1950), französische Komponistin elektroakustischer Musik
- Groult, Flora (1924–2001), französische Journalistin und Autorin
- Groult, Pierre (1895–1968), belgischer Romanist und Hispanist
- Groulx, Danny (* 1981), kanadischer Eishockeyspieler
- Groulx, Lionel (1878–1967), kanadischer Geistlicher, römisch-katholischer Priester, Historiker und Vertreter des Québecer Nationalismus
- Groulx, Sébastien (1974–2025), kanadischer Gewichtheber

### Groun
- Grounds, Vernon (1914–2010), US-amerikanischer evangelikaler Theologe
- Groundsell, Frank (1889–1941), britischer Komiker und Unterhaltungsmusiker

### Group
- Groupé, Larry (* 1957), US-amerikanischer Filmkomponist

### Grous
- Groussard, Georges (* 1937), französischer Radrennfahrer
- Groussard, Joseph (* 1934), französischer Radrennfahrer
- Grousselle, Élisabeth (* 1973), französische Leichtathletin
- Grousset, Maxime (* 1999), französischer Schwimmer
- Grousset, Paschal (1844–1909), französischer Autor und Politiker, Mitglied der Nationalversammlung
- Grousset, René (1885–1952), französischer Historiker, Orientalist und Kunsthistoriker
- Groussier, Arthur (1863–1957), französischer Politiker, Gewerkschafter und Freimaurer

### Grout
- Grout de Saint-Georges, Jacques-François (1704–1763), französischer Aristokrat und Marineoffizier
- Grout, Aaron H. (1879–1966), US-amerikanischer Politiker und Anwalt
- Grout, Frank Fitch (1880–1958), US-amerikanischer Petrograph, Geologe und Mineraloge
- Grout, Horace C. (1881–1950), kanadisch-amerikanischer Eisenbahnmanager
- Grout, Jonathan (1737–1807), US-amerikanischer Politiker
- Grout, Josiah (1841–1925), US-amerikanischer Politiker
- Grout, Marius (1903–1946), französischer Schriftsteller
- Grout, Pam, US-amerikanische Journalistin und Autorin
- Grout, William W. (1836–1902), US-amerikanischer Politiker

### Grouv
- Grouven, Hubert (1831–1884), deutscher Agrikulturchemiker
- Grouven, Karl (1872–1936), deutscher Dermatologe und Hochschullehrer

### Grouy
- Grouya, Ted (1910–2000), amerikanischer Komponist rumänischer Herkunft